# Eleazar de Carvalho
Eleazar de Carvalho (Iguatu (Ceará), 28 giugno 1912 – San Paolo, 12 settembre 1996) è stato un direttore d'orchestra, compositore e docente brasiliano.

## Biografia
I genitori di De Carvalho erano Manuel Alfonso de Carvalho e Dalila Mendonça. Studiò negli Stati Uniti con Sergej Aleksandrovič Kusevickij al Berkshire Music Center e in seguito diventò assistente di direzione di Koussevitzky, nello stesso periodo in cui c'era Leonard Bernstein. Ricevette un Ph.D. in musica dalla Washington State University nel 1963.
In Brasile de Carvalho ha ricoperto ruoli dirigenziali con l'Orchestra Sinfonica Brasiliana di Rio de Janeiro, l'Orquestra Sinfônica do Estado de São Paulo, l'Orchestra Sinfonica da Recife, l'Orchestra Sinfonica da Paraiba e anche con l'Orquestra Sinfônica de Porto Alegre. Negli Stati Uniti il suo incarico principale fu quello di direttore musicale della Saint Louis Symphony Orchestra (SLSO), dal 1963 al 1968. Durante il suo incarico a Saint Louis fu notato come un paladino della musica contemporanea. Ha anche diretto le prime interpretazioni della SLSO de La sagra della primavera di Igor Stravinskij, la Missa solemnis di Ludwig van Beethoven e la Grande messe des morts di Hector Berlioz.
De Carvalho insegnò alla Hofstra University e alla Juilliard School of Music. Nel 1987 entrò a far parte della facoltà di musica dell'Università Yale come professore e come direttore d'orchestra. Divenne emerito a Yale nel 1994. De Carvalho fu insegnante di direttori come Claudio Abbado, Charles Dutoit, Zubin Mehta, Gustav Meier, Seiji Ozawa, José Serebrier e David Zinman. In Europa fu attivo ad Anversa, Bruxelles e Berlino.
Massone, fu membro del Grande Oriente del Belgio.
De Carvalho era sposato con Jocy de Oliveira e aveva un figlio, Eleazar de Carvalho Filho, ora un noto economista. Più tardi si risposò con Sonia Muniz de Carvalho. Ebbero un figlio, Sergei e una figlia, Claudia.